# Neorhinotora diversa
Neorhinotora diversa är en tvåvingeart som först beskrevs av Giglio-tos 1893.  Neorhinotora diversa ingår i släktet Neorhinotora och familjen myllflugor. Inga underarter finns listade i Catalogue of Life.